# Klub Piłki Siatkowej Stocznia Szczecin
Il Klub Piłki Siatkowej Stocznia Szczecin è stato una società di pallavolo maschile polacca con sede a Stettino.

## Storia
Il Klub Sportowy Espadon Szczecin viene fondato nel 2014 sulle strutture del Morze Bałtyk Szczecin. Iscritto al campionato polacco di I liga, vi milita per due annate, centrando la promozione in Polska Liga Siatkówki nel 2016. Esordisce quindi in massima serie nella stagione 2016-17, classificandosi al dodicesimo posto. Risultato ripetuto anche nella stagione seguente, nel corso della quale cambia la propria denominazione in Klub Piłki Siatkowej Stocznia Szczecin, in seguito alla sponsorizzazione da parte della Stocznią Szczecińską.
Nel corso del campionato 2018-19, nonostante una campagna acquisti di rilievo, il club incontra quasi immediatamente delle difficoltà economiche a causa dell'insolvenza del main sponsor: vengono inizialmente risolti alcuni contratti e, successivamente, non avendo trovato alcuna soluzione alternativa, il club annuncia il ritiro della squadra e la conseguente fine delle attività.

## Rosa 2018-2019
| N° | Nome                | Ruolo | Data di nascita   | Nazionalità sportiva |
| -- | ------------------- | ----- | ----------------- | -------------------- |
| 1  | Matej Kazijski      | S     | 23 settembre 1984 | Bulgaria             |
| 2  | Bartłomiej Kluth    | O     | 20 dicembre 1992  | Polonia              |
| 4  | Nicholas Hoag       | S     | 19 agosto 1992    | Canada               |
| 5  | Lukáš Ticháček      | P     | 12 gennaio 1982   | Rep. Ceca            |
| 6  | Bartosz Kurek       | O     | 29 luglio 1988    | Polonia              |
| 7  | Aleksander Maziarz  | C     | 22 aprile 1995    | Polonia              |
| 8  | Asparuh Asparuhov   | S     | 28 luglio 2000    | Bulgaria             |
| 10 | Simon Van de Voorde | C     | 19 gennaio 1989   | Belgio               |
| 11 | Janusz Gałązka      | C     | 16 aprile 1987    | Polonia              |
| 13 | Marcin Wika         | S     | 9 novembre 1983   | Polonia              |
| 15 | Łukasz Żygadło      | P     | 2 agosto 1979     | Polonia              |
| 16 | Nicolas Rossard     | L     | 23 maggio 1990    | Francia              |
| 17 | Nikolaj Penčev      | S     | 22 maggio 1992    | Bulgaria             |
| 18 | Adrian Mihułka      | L     | 10 luglio 1989    | Polonia              |

## Denominazioni precedenti
- 2014-2018: Klub Sportowy Espadon Szczecin